# 쿠메 사유리
쿠메 사유리(일본어: 久米 小百合, 1958년 5월 11일 ~ )은 일본의 기독교 음악가이자, 일본침례회연맹 (日本バプテスト連盟)에 가맹된 교회의 교인이다. 도쿄 침례 신학교에서 신학과를 수료했다. 결혼 전 이름은 쿠보타 사유리(久保田小百合)였으며, 싱어송라이터로서 상업 음악에서 활동했을 때 사용했던 예명인 쿠보타 사키(久保田早紀)로 널리 알려져있다.
1958년 도쿄도 구니타치시에서 태어났다. 어머니의 뜻으로 4살 무렵부터 클래식 피아노 레슨을 시작했지만, 본인은 그다지 의욕을 보이지 않았다. 초등학교 고학년이 될 즈음 일본의 포크송과 카요쿄쿠, 비틀즈를 즐겨듣고 연주하곤 했고, 중학교 시절에 어머니에게 허락받아 레슨을 그만둔다. 마츠토야 유미와 야노 아키코를 동경했으며, 데뷔 전부터 자작곡들을 써서 모으고 있었다.
당시 그녀의 아버지는 일 때문에 이란에 단신 부임하고 있었는데, 그는 이란 현지에서 인기를 끌고 있는 여성 아티스트들의 카세프 테이프를 자주 보내왔다. 어릴 때부터 중동 지역의 독특한 음악을 들으며 자랐으며, 이런 영향으로 이국적인 정서의 음악성을 띄게 된다.
쿄리츠 여자 단기대학 문학과에 입학했으며, 재학중이었던 1978년 CBS 소니에 자작곡을 녹음한 카세트 테이프를 보내 심사에서 합격한다. 이 오디션을 통해 실력있는 프로듀서로 알려진 카네코 후미에 (金子文枝)를 만나 지도를 받게 되며, 당시 하치오지시에 있던 친정에서 단기대학과 CBS 소니를 오가는 나날을 보낸다. 이 시기에 주오선을 타고 다니다 우연히 가사가 떠올라 만들어지게 된 곡 〈이방인〉으로 인해 인생이 크게 변화하게 된다.
1979년 단기대학에서 졸업했으며, 〈이방인〉(당시에는 "새하얀 아침"이라는 제목이었다.)이 산요 전기의 텔레비전의 광고 삽입곡으로 내정되었다. 이 과정에서 곡이 크게 변화하였고, 이국적인 느낌이 상당히 가미된 상태로 "실크로드의 테마"라는 부제가 붙는다. 1979년 10월 1일 레코드 판이 정식으로 발매되며 데뷔하였고, 산요 전기에서 대대적으로 곡을 프로모션 한 결과 곡의 판매량이 서서히 증가하며 1980년까지 140만 장 이상의 판매고를 올렸다.
쿠보타 사키는 처음 레코드 샵에 자신의 곡이 진열되었을 때에는 기뻐했으나, 곡의 너무 빠른 성공과 압도적인 인지도로 인해, 그녀 본인은 상관없이 〈이방인〉만이 주목됨을 깨닫자 점차 혼란스러워하게 된다. 하지만 이후의 일들이 결정되어버린 상황에서 되돌릴수도 없는 일이라, 당시를 '눈이 돌아갈 것 같이 바쁜 와중에 "쿠보타 사키"라는 이름의 폭주하는 열차에 필사적으로 매달려 가는듯 했다.'고 회상했다.
1980년 11월에 발매된 세 번째 음반 《사우다지》(Saudade, サウダージ)는 포르투갈에서 녹음했다. 쿠보타는 어린 시절부터 주일 학교에 다닌 적은 있었지만, 포르투갈에서 레코딩이 끝나고 난 뒤 "다시 교회에 나가보고 싶다."고 생각하게 되며, 결국 이듬해 세례를 받는다.
이후로도 끊임없이 싱어송라이터로서 활동을 계속했으나, 〈이방인〉이라는 곡의 이미지가 워낙에 강했던 탓에 끝까지 "이방인의 쿠보타 사키"라는 꼬리표를 떼지 못했다. 당시 "쿠보타 사키로는 이제 충분히 활동했다"라는 생각과 더불어, 쿠메 다이사쿠 (久米大作)와 결혼하는 것을 계기로 1984년 11월 26일, 약 5년의 연예계 활동을 마치고 은퇴했으며, 상업 음악에서 손을 뗀다. 그 후 거의 틈을 두지 않고 기독교인으로서 "쿠메 사유리"라는 이름으로 전도사 (교회 음악가, 음악 전도사)로서 활동하고 있다.